# Stazione di Ōokayama
La stazione di Ōokayama (大岡山駅?, Ōokayama-eki) è una stazione ferroviaria di Tokyo che si trova a Ōta ed è servita dalle linee ● Ōimachi e ● Meguro.

## Linee
Tōkyū Corporation
● Linea Tōkyū Meguro
● Linea Tōkyū Ōimachi

## Struttura
La stazione è costituita da quattro binari sotterranei, di cui i due esterni sono riservati alla linea Meguro, e i due interni alla linea Ōimachi.
| 1 | ● Linea Meguro  | per Tamagawa, Musashi-Kosugi e Hiyoshi                                                                                                  |  |
| 2 | ● Linea Ōimachi | per Jiyūgaoka, Futako-Tamagawa e Mizonokuchi                                                                                            |  |
| 3 | ● Linea Ōimachi | per Hatanodai e Ōimachi |  |
| 4 | ● Linea Meguro  | per Meguro e, via linea Namboku, Akabane-Iwabuchi, via ferrovia Rapida di Saitama, Urawa-Misono e, via linea Mita, Nishi-Takashimadaira |  |

## Stazioni adiacenti
| «                   | Servizio           | »                  |
| Linea Tōkyū Meguro  | Linea Tōkyū Meguro | Linea Tōkyū Meguro |
| ------------------- | ------------------ | ------------------ |
| Senzoku             | Locale             | Okusawa            |
| Musashi-Koyama      | Espresso           | Den-en-chōfu       |
| Linea Tōkyū Ōimachi |                    |                    |
| Kita-Senzoku        | Locale (A/B)       | Midorigaoka        |
| Hatanodai           | Espresso           | Jiyūgaoka          |